# Noturus
Noturus és un gènere de peixos de la família dels ictalúrids i de l'ordre dels siluriformes.

## Distribució geogràfica
Es troba a Nord-amèrica.

## Taxonomia
- Noturus albater (Taylor, 1969)
- Noturus baileyi (Taylor, 1969)
- Noturus crypticus (Burr, Eisenhour & Grady, 2005)[3]
- Noturus elegans (Taylor, 1969)
- Noturus eleutherus (Jordan, 1877)
- Noturus exilis (Nelson, 1876)
- Noturus fasciatus (Burr, Eisenhour & Grady, 2005)[3]
- Noturus flavater (Taylor, 1969)
- Noturus flavipinnis (Taylor, 1969)[4]
- Noturus flavus (Rafinesque, 1818)[5][6]
- Noturus funebris (Gilbert & Swain, 1891)
- Noturus furiosus (Jordan & Meek, 1889)[7]
- Noturus gilberti (Jordan & Evermann, 1889)
- Noturus gladiator (Thomas & Burr, 2004)[8]
- Noturus gyrinus (Mitchill, 1817)
- Noturus hildebrandi (Bailey & Taylor, 1950)
- Noturus insignis (Richardson, 1836)[9]
- Noturus lachneri (Taylor, 1969)[10]
- Noturus leptacanthus (Jordan, 1877)
- Noturus maydeni (Egge, 2006)[11]
- Noturus miurus (Jordan, 1877)
- Noturus munitus (Suttkus & Taylor, 1965)[12]
- Noturus nocturnus (Jordan & Gilbert, 1886)
- Noturus phaeus (Taylor, 1969)
- Noturus placidus (Taylor, 1969)
- Noturus stanauli (Etnier & Jenkins, 1980)[13][14]
- Noturus stigmosus (Taylor, 1969)[15][16]
- Noturus taylori (Douglas, 1972)[17]
- Noturus trautmani (Taylor, 1969)[18][19][20][21][22][23][24][25]